# Plusiocampa
Plusiocampa es un género de artrópodos hexápodos del orden Diplura.

## Especies
Se reconocen las siguientes:
- Plusiocampa affinis Condé, 1947
- Plusiocampa alhamae Condé & Sendra, 1989
- Plusiocampa baetica Sendra, 2004
- Plusiocampa balsani Condé, 1947
- Plusiocampa bonadonai Condé, 1948
- Plusiocampa boneti (Wygodzinsky, 1944)
- Plusiocampa breuili Condé, 1955
- Plusiocampa bulgarica Silvestri, 1931
- Plusiocampa bureschi Silvestri, 1931
- Plusiocampa caprai Condé, 1950
- Plusiocampa christiani Condé & Bareth, 1996
- Plusiocampa corcyraea Silvestri, 1912
- Plusiocampa dallaii Bareth & Condé, 1984
- Plusiocampa dalmatica Condé, 1959
- Plusiocampa dargilani (Moniez, 1894)
- Plusiocampa denisi Condé, 1947
- Plusiocampa dobati Condé, 1993
- Plusiocampa dolichopoda Bareth & Condé, 1984
- Plusiocampa elongata Ionescu, 1955
- Plusiocampa euxina Condé, 1996
- Plusiocampa evallonychia Silvestri, 1949
- Plusiocampa exsulans Condé, 1947
- Plusiocampa fagei Condé, 1954
- Plusiocampa festai Silvestri, 1932
- Plusiocampa friulensis Bareth & Condé, 1984
- Plusiocampa gadorensis Sendra, 2001
- Plusiocampa glabra Condé, 1984
- Plusiocampa grandii Silvestri, 1933
- Plusiocampa humicola Ionescu, 1951
- Plusiocampa hystricula Bareth & Condé, 1984
- Plusiocampa isterina Condé, 1996
- Plusiocampa kashiensis Chou & Tong, 1980
- Plusiocampa lagari Sendra & Condé, 1987
- Plusiocampa lagoi Silvestri, 1932
- Plusiocampa latens Condé, 1947
- Plusiocampa lindbergi Condé, 1956
- Plusiocampa lucenti Sendra & Condé, 1986
- Plusiocampa magdalenae Condé, 1957
- Plusiocampa nivea (Joseph, 1882)
- Plusiocampa notabilis Silvestri, 1912
- Plusiocampa paolettii Bareth & Condé, 1984
- Plusiocampa pouadensis (Denis, 1930)
- Plusiocampa provincialis Condé, 1949
- Plusiocampa remyi Condé, 1947
- Plusiocampa romana Condé, 1954
- Plusiocampa rudnica Blesic, 1992
- Plusiocampa rybaki Condé, 1956
- Plusiocampa sardiniana Condé, 1981
- Plusiocampa schweitzeri Condé, 1947
- Plusiocampa socia Condé, 1983
- Plusiocampa solerii Silvestri, 1932
- Plusiocampa spelaea Stach, 1929
- Plusiocampa strouhali Silvestri, 1933
- Plusiocampa suspiciosa Condé & Mathieu, 1958
- Plusiocampa vandeli Condé, 1947
- Plusiocampa vedovinii Condé, 1981